# Les 55 Jours de Pékin
Pour plus de détails, voir Fiche technique et Distribution.
Les 55 Jours de Pékin (55 Days at Peking) est un film américain réalisé par Nicholas Ray et terminé par Andrew Marton et Guy Green, sorti en 1963.

## Synopsis
En 1900 à Pékin, la révolte des Boxers prend de l'ampleur alors que les autorités chinoises sont divisées : le général Jung-Lu presse l'impératrice Tseu-Hi d'arrêter les fanatiques, tandis que le prince Tuan lui conseille de les aider à chasser les étrangers. Face à la menace de conflit, les délégations étrangères regroupées au sein du Quartier des légations, organisent leur propre défense. 
Arrivé quelques jours avant, le major américain Matt Lewis est à la tête d'un détachement chargé de protéger l'ambassade de son pays. Il y rencontre la baronne Natacha Ivanoff et l'ambassadeur britannique, Sir Arthur Robertson. Le 20 juin, le siège du quartier des ambassades commence pour durer 55 jours.

## Fiche technique
- Titre original : 55 Days at Peking
- Titre français : Les 55 Jours de Pékin
- Réalisation : Nicholas Ray, Andrew Marton, Guy Green
- Assistants : Noël Howard, José Lopez Rodero, José Maria Ochoa
- Scénario : Philip Yordan, Bernard Gordon, Ben Barzman
- Décors et Costumes : Veniero Colasanti, John Moore
- Photographie : Jack Hildyard
- Musique : Dimitri Tiomkin
- Effets spéciaux : Alex Weldon
- Montage : Robert Lawrence
- Scripte : Lucie Lichtig
- Production : Samuel Bronston
- Société de production : Samuel Bronston Productions
- Société de distribution :  Allied Artists Pictures ;  The Rank Organisation ;  Valoria Films
- Pays d'origine :  États-Unis
- Langue : anglais
- Format : Super Technirama (prise de vue), 70 mm (projection) ratio 2,20:1; Couleur (Technicolor) 6 pistes sonores magnétiques - 35 mm piste optique mono ratio 2,35:1
- Genre : Film dramatique, Film d'aventure, film historique, Film d'action, Film de guerre

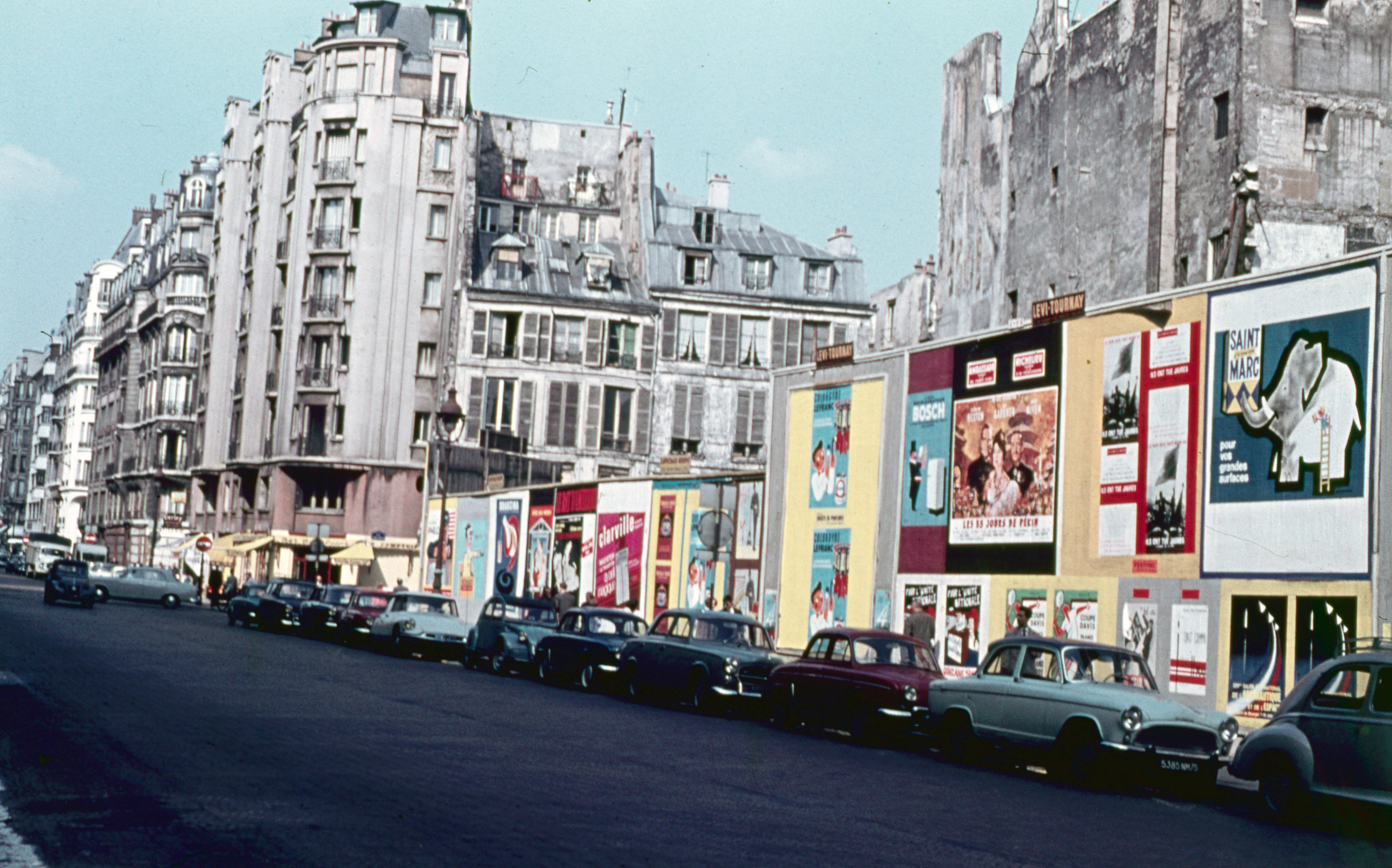
Les 55 Jours de Pékin à l’affiche à Paris en 1963 (Collection Fortepan).

- Durée : 154 minutes
- Dates de sortie : 
  -  États-Unis : 29 mai 1963
  -  France : 7 août 1963 Les 55 Jours de Pékin à l’affiche à Paris en 1963 (Collection Fortepan).

## Distribution
- Charlton Heston (VF : Raymond Loyer) : Le major Matt Lewis
- Ava Gardner (VF : Claire Guibert) : La baronne Natacha Ivanoff
- David Niven (VF : Bernard Dhéran) : L'ambassadeur britannique, Sir Arthur Robertson
- Flora Robson (VF : Germaine Kerjean) : L'impératrice douairière  Tseu-Hi
- Leo Genn (VF : Roger Carel) : Le général Jung-Lu
- Robert Helpmann (VF : René Bériard) : Le prince Tuan
- John Ireland (VF : Claude Bertrand) : Le sergent Harry
- Harry Andrews (VF : Louis Arbessier) : Le père de Béarn
- Kurt Kasznar (VF : Jean-Paul Moulinot) : Le baron Serguei Ivanoff
- Paul Lukas (VF : Fernand Fabre) : Le docteur Steinfeldt
- Elizabeth Sellars : Lady Sarah Robertson
- Jerome Thor (VF : Jacques Thébault) : Le capitaine Andy Marshall
- Philippe Leroy : Julliard
- Jacques Sernas : Le major Bobrinski
- Lynne Sue Moon : Teresa
- Félix Dafauce (VF : Richard Francœur) : Le ministre néerlandais
- Jose Nieto : Le ministre italien
- Robert Urquhart (VF : Jacques Ferrière) : Le capitaine Hanley
- Jūzō Itami : le colonel Shiba
- Geoffrey Bayldon (VF : Jacques Mancier) : Smythe
- Roland Ménard : Le narrateur

### Tournage
La ville de Pékin fut reconstituée sur plus de 100 hectares à Las Rozas de Madrid, dans les environs de Madrid. De nombreux Chinois d'Espagne et d'Europe furent engagés comme figurants,.
Le plan-séquence d'ouverture survole les concessions des pays occidentaux, pendant la montée des couleurs au son de l'hymne national. Seules les huit délégations armées sur les onze délégations sont cependant évoquées : Belgique et Pays-Bas ne sont pas mentionnés, alors que la bannière espagnole, en lieu et place de la nation d'Autriche-Hongrie n'est sans doute présente que de façon opportuniste (le film est tourné en Espagne). La mise en scène des protagonistes chinois souffre d'incongruités historiques dans les costumes, les étendards, et les situations. La plus connue place l'impératrice Tseu-Hi dans la pagode du Temple du ciel plutôt que dans la Cité interdite.

### Critiques
« La réalisation est constamment grandiose, mêlant habilement les actions violentes avec une figuration énorme, réalisées à la perfection, et les scènes plus calmes... »

— Cinématographie française, 1er juin 1963

« Sur un canevas historique dont on s'étonne d'ailleurs qu'il n'avait pas encore inspiré le cinéma, Nicholas Ray a brodé une histoire d'amour et d’héroïsme susceptible de plaire à tous les spectateurs »

— Le soir de Bruxelles, 4 juin 1963

« Le plus grand (et le premier) western chinois. On pense souvent à Alamo, mais dans un décor très différent... L'ampleur des moyens mis en œuvre est saisissante. Un film où l'on en a plein la vue. »

— Candide, 6 juin 1963

« Une superproduction qui croule sous le luxe et la beauté... Pendant deux heures trente, on plonge avec délices et frissons au cœur de la Cité Interdite. »

— Pascal Mathieu, VSD, 2 juin 1963

## DVD / Blu-ray
- DVD : Le film a connu plusieurs éditions en France (Toutes sont des Zones 2 Pal).
- Le 5 août 1999 en DVD Keep Case chez Opening au ratio 2.20:1 panoramique 16/9 en version Française et Anglaise 1.0 Dolby Digital Mono avec des sous-titres français. En bonus les critiques du film. Il est distribué par Aventi Distribution [4].

- Le 2 juin 2003 réédition de la précédente avec les mêmes caractéristiques techniques et les mêmes bonus [5].

- Le 3 septembre 2009 en Digipack édition restaurée toujours chez Opening au ratio 2.20:1 panoramique 16/9 en version Française et Anglaise 2.0 Dolby Digital Mono avec sous-titres français. En bonus des biographies des acteurs ainsi que leurs filmographies, les critiques ainsi que des bandes annonces. Il est distribué par Aventi Distribution [6].

- Le 19 février 2014 en édition collector Double DVD chez Filmedia au ratio 2.20:1 panoramique 16/9 en version Française et Anglaise 2.0 Dolby Digital Mon et Anglaise 5.1 avec sous-titres français. 6 Documentaires sur la fabrication du film, portraits des acteurs et contexte historique, interviews des acteurs de l'époque. Il est distribué par Seven 7 [7].

- Blu-ray : Le film n'a connu qu'une seule édition en France.
- Le 19 février 2014 en Blu-ray chez Filmedia au ratio 2.20:1 panoramique 16/9 natif 1080p en version Anglaise 5.1 DTS HDMA et en Français et Anglais 2.0 Dolby Digital Mono avec sous-titres français. Les bonus sont identiques à la version collector. Il s'agit d'une édition région B [8].